# Trypauchen
 Trypauchen és un gènere de peixos de la família dels gòbids i de l'ordre dels perciformes.

## Taxonomia
- Trypauchen pelaeos (Murdy, 2006)[2]
- Trypauchen raha (Popta, 1922)
- Trypauchen taenia (Koumans, 1953)[3]
- Trypauchen vagina (Bloch & Schneider, 1801)[4][5][6][7][8][9][10]